# Албано-румынские отношения
Албано-румынские отношения — двусторонние дипломатические отношения между Албанией и Румынией.

## История

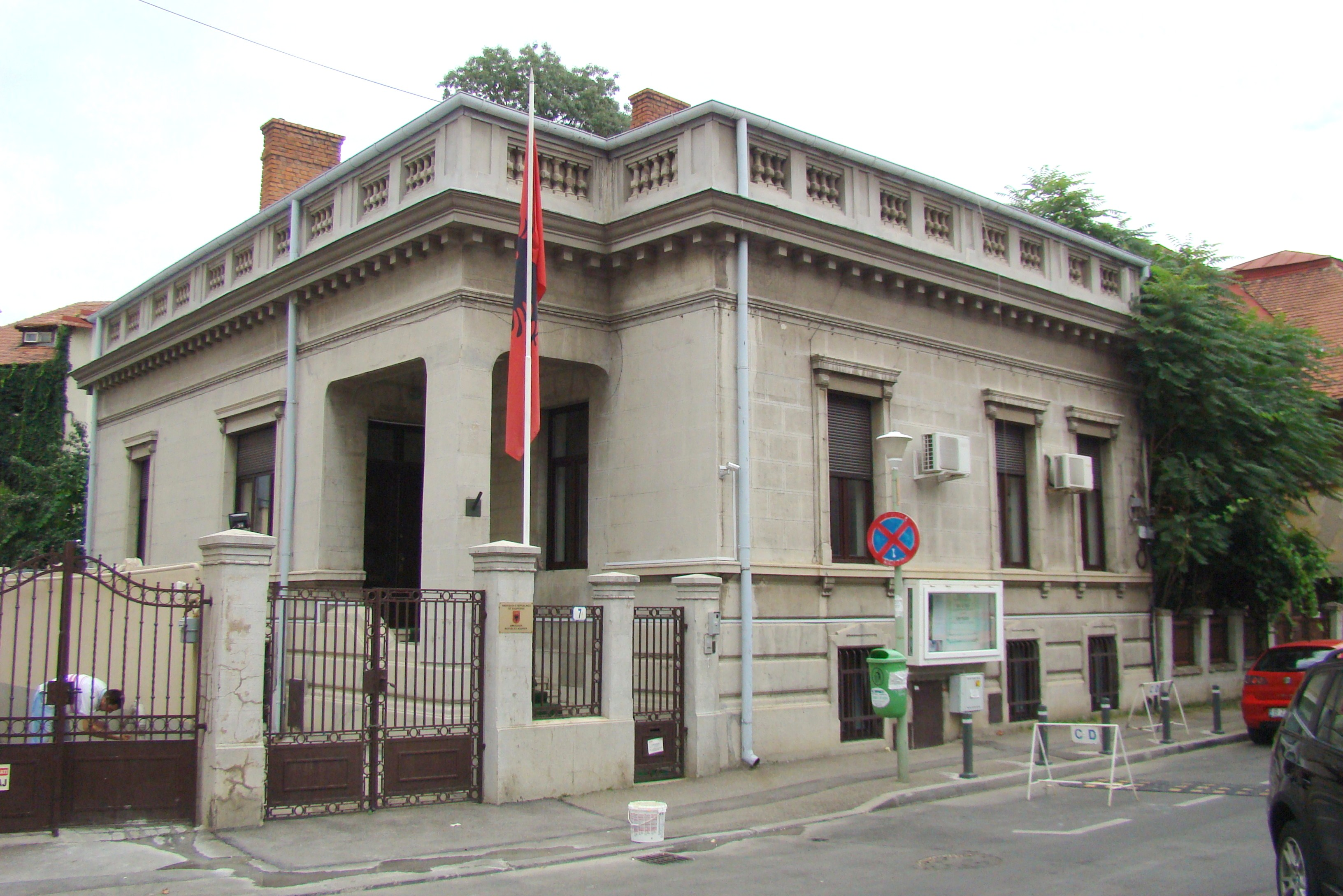
Посольство Албании в Бухаресте.

В 1912 году Румыния стала первой страной, признавшей независимость Албании от Османской империи. 16 декабря 1913 года между Албанией и Румынией были установлены дипломатические отношения. Между этими странами сложились прочные культурные и языковые связи: албанский писатель и поэт Ласгуш Порадечи некоторое время жил и учился в Румынии вместе с другими влиятельными албанскими культурными деятелями. Договор о дружбе был подписан между двумя странами в 1994 году. 16 декабря 2013 года в Румынии прошли празднования 100-летия установления дипломатических отношений с Албанией.
18 марта 2014 года премьер-министр Румынии Виктор Понта совершил первый официальный визит в Тирану, где провёл переговоры с председателем Совета министров Албании Эди Рамой. Стороны обсудили расширение экономических связей между странами с точки зрения образования (с участием албанских студентов и сотрудников полиции, обучающихся в Румынии), а также рассматривали положительный опыт Румынии во вступлении в Европейский союз. Кроме того, политики  обсудили вопрос открытия румынских предприятий в Тиране с целью расширения экономического сотрудничества, а также продолжение курсов обучения албанских полицейских для борьбы с организованной преступностью. В феврале 2015 года Виктор Понта предложил заключить энергетическое соглашение с Албанией, а также заявил, что сотрудничество между странами в других областях будет расширяться.

## Торговля
В 2016 году объём товарооборота между странами составил сумму 83 млн. евро.

## Дипломатические представительства
- Албания имеет посольство в Бухаресте[8].
- Румыния содержит посольство в Тиране[9].